# Publius Cornelius Scipio Nasica Serapio (Konsul 111 v. Chr.)
Publius Cornelius Scipio Nasica Serapio († 111 v. Chr.) vom Zweig der Scipionen aus der Gens der Cornelier war ein römischer Konsul.
Publius Cornelius Scipio Nasica Serapio war Sohn des gleichnamigen Konsuls von 138 v. Chr. Er bekleidete spätestens 114 v. Chr. die Prätur und wurde 111 v. Chr. an der Seite von Lucius Calpurnius Bestia Konsul. Er starb während seines Konsulatsjahres. Er wird als sehr liebenswürdige Person geschildert. Seine Gattin war Caecilia Metella, von der er einen Sohn, Publius Cornelius Scipio Nasica, hatte.